# Yannick Rymenants
Yannick Rymenants (Lier, 23 januari 1989) is een Belgisch voetballer, die uitkomt voor KFC Pulle .

## Statistieken
| seizoen | club              | land   | competitie     | wed. | goals |
| ------- | ----------------- | ------ | -------------- | ---- | ----- |
| 2010/11 | Sint-Truidense VV | België | Jupiler League | 19   | 1     |
| 2010/11 | Sint-Truidense VV | België | Play-Off II A  | 6    | 1     |
| 2011/12 | Sint-Truidense VV | België | Jupiler League | 7    | 1     |
| 2011/12 | Sint-Truidense VV | België | Play-Off III   | 1    | 0     |
|         |                   |        | Totaal         | 33   | 3     |

Bijgewerkt: 29 april 2012